# Cuerda cromodinámica
En cromodinámica cuántica y en teorías de gauge, una cuerda cromodinámica, cuerda de QCD o tubo de flujo de QCD es un tipo de estructura formada por gluones que presentaría una forma similar a la de una cuerda (fuera de la cual la posibilidad de encontrar gluones es despreciable). Estas estructuras son una predicción teórica y serían las responsables del confinamiento de color. Cada cuerda tiene una tensión efectiva que se incrementa con su longitud, de ahí que las fuerzas entre quarks ligados en cromodinámica cuántica aumenten con la distancia en lugar de disminuir. Para pequeñas distancias entre quarks la tensión efectiva es pequeña por lo cual se da la libertad asintótica de los quarks a pequeñas distancias.
Diversos modelos teóricos predicen la ocurrencia de este tipo de estructuras por ejemplo una red de espín dual (esta dualidad es exacta sobre un retículo). Con un grado sorprendente de aproximación las cuerdas cromodinámicas pueden ser descritas fenomenológivamente por una acción de Polyakov, haciendo de ellas cuerdas no críticas.
Históricamente los inicios de esta teoría sirvieron de inspiración para las teorías de cuerdas, que pretenden explicar fenómenos diferentes pero tienen algunas propiedades basadas en las cuerdas cromodinámicas.